# Halysidota carinator
Halysidota carinator là một loài bướm đêm thuộc phân họ Arctiinae, họ Erebidae.